# Калугін Михайло Петрович
Михайло Петрович Калугін (нар. 20 листопада 1994, Харків, Україна) — український футболіст, захисник киргизстанського клубу «Мурас Юнайтед».

## Клубна кар'єра
Вихованець харківського футболу. В чемпіонаті ДЮФЛУ грав за харківські команди «Металіст», «Геліос» та «Схід».
Виступав за маріупольський «Іллічівець-2» (у Другій лізі чемпіонату України), харківський «Металіст» (у Чемпіонаті України U-19) та алчевську «Сталь-2» (у Чемпіонаті Луганської області).
У першій половині 2015 року грав у другому дивізіоні чемпіонату Словаччини за ФК «Бодва». Влітку 2015 року перебрався до чернівецької «Буковини», проте вже в грудні того ж року залишив команду.
У лютому 2016 року став гравцем білоруського клубу «Крумкачи». Михайло відразу заробив місце в складі на позиції лівого захисника. У сезоні 2017 став ще частіше з'являтися на полі. Перший гол за «ворон» забив 2 квітня в матчі-відкритті чемпіонату проти «Вітебська», цей м'яч залишився єдиним у матчі. Влітку 2017 року перебував на перегляді в донецькому «Олімпіку», але контракт з українським клубом не підписав.
У серпні 2017 року підписав контракт з білоруським клубом «Торпедо-БелАЗ», де теж був основним гравцем.
У серпні 2018 року перейшов до іншого білоруського клубу, «Іслоч», підписавши контракт до грудня 2019 року.
У лютому 2019 року переїхав до вірменського «Арарату» і залишив його в червні того ж року. У липні 2019 року пройшов перегляд в «Дніпрі» (Могильов), а в серпні підписав з ним контракт. Однак він зіграв за «Дніпро» лише у трьох матчах, пропустивши значну частину через травми.
На початку 2020 року став гравцем одеського «Чорноморця». 28 травня 2020 року офіційний сайт «Чорноморця» повідомив, що Калугін покинув одеську команду. Влітку 2020 року недовго був у заявці клубу «Рух» (Львів), втім, так і не провів за львів'ян жодної гри і вже у вересні перейшов у першоліговий «Гірник-Спорт».

## Досягнення
- Чемпіон Киргизстану (2): 2022, 2023
- Володар Кубка Киргизстану (1): 2022
- Володар Суперкубка Киргизстану (1): 2025